# Oostelijke vos
De oostelijke vos (Nymphalis xanthomelas) is een vlinder uit de onderfamilie Nymphalinae van de familie Nymphalidae.
De oostelijke vos lijkt sterk op de grote vos, maar onderscheidt zich doordat hij een meer gekartelde vleugelrand heeft met een bredere bruine band erlangs, een duidelijk witte vlek aan de vleugelpunt van de voorvleugel en gele tot lichtbruine poten (in plaats van zwarte). De voorvleugellengte is 30 tot 32 mm.
Als waardplanten gebruikt de oostelijke vos wilg (Salix), populier (Populus), iep (Ulmus) en netelboom (Celtis).
De soort vliegt in één jaarlijkse generatie van juli tot september en na overwintering weer in mei.

## Verspreiding
De soort komt verspreid voor van Oost-Europa over de gematigde zone van Eurazië tot en met China en Japan. In het westelijk deel van zijn areaal is de vlinder vooral als trekvlinder aanwezig.
Sinds 2011 komt de soort ook voor in Finland. In 2012 kwam er een grote groep Zweden binnen. Begin 2014 werd de soort in Noorwegen aangetroffen en later dat jaar volgden Nederland, België en het Verenigd Koninkrijk. In dat laatste land kwam hij voorheen ook voor, maar was sinds 1953 niet meer waargenomen.

## Galerij

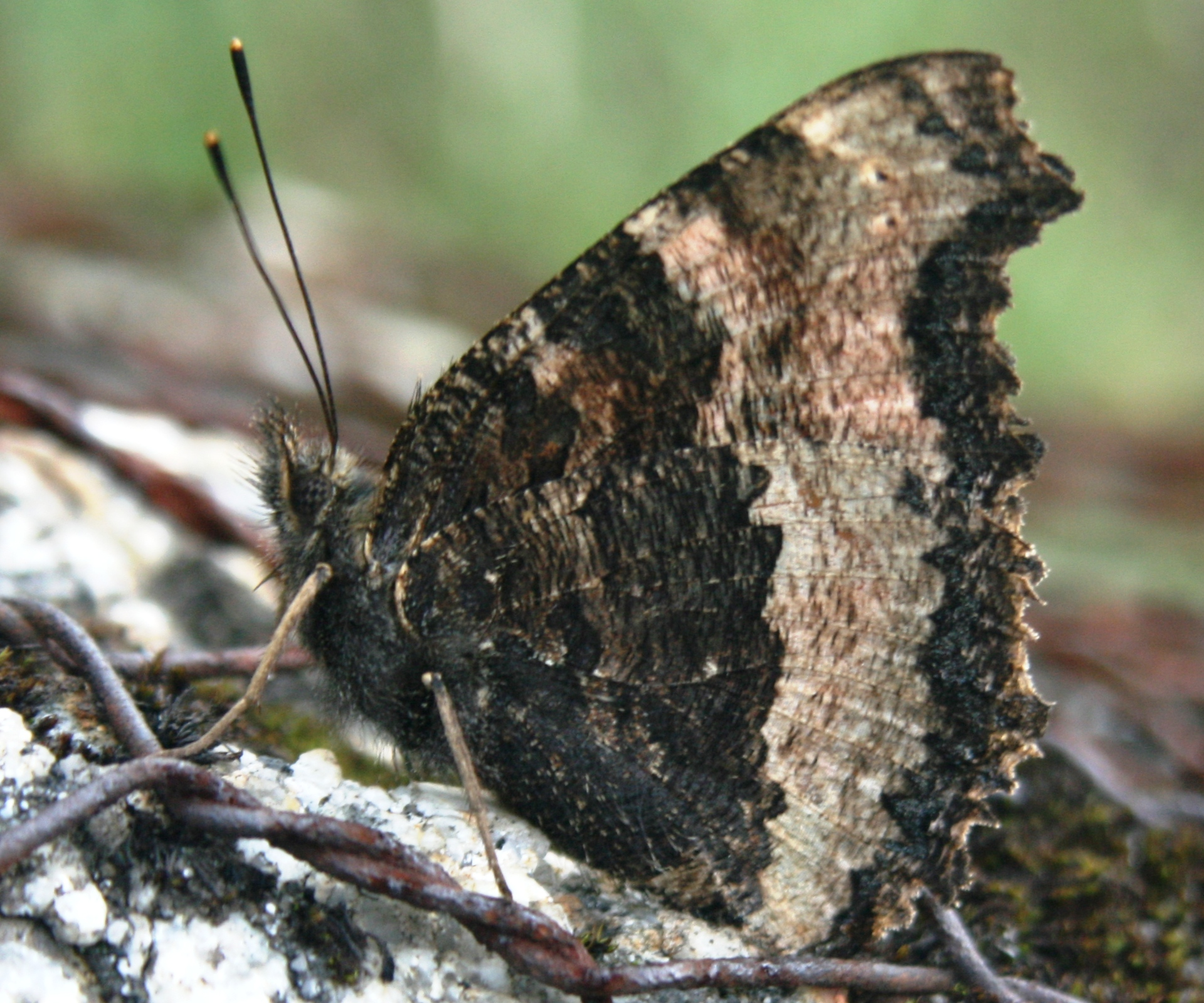
Onderzijde
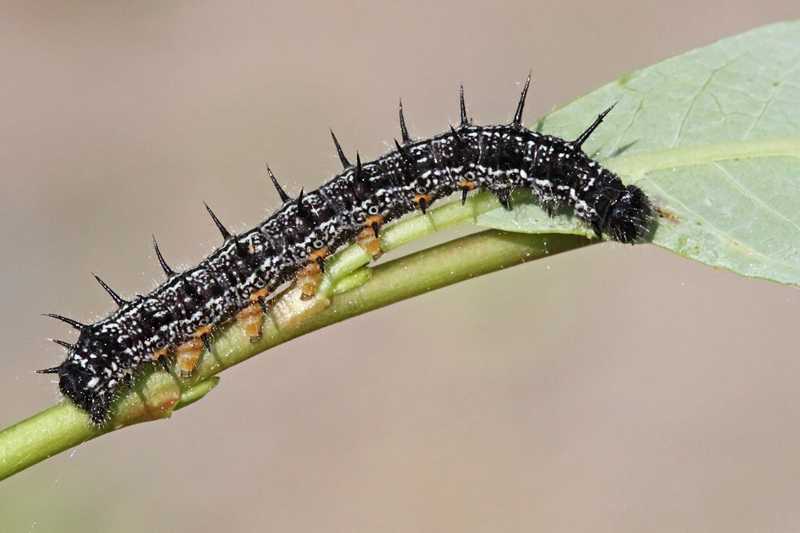
Rups